# Pocobletus
Pocobletus is een geslacht van spinnen uit de familie hangmatspinnen (Linyphiidae).

## Soorten
De volgende soorten zijn bij het geslacht ingedeeld:
- Pocobletus bivittatus Simon, 1897
- Pocobletus coroniger Simon, 1894